# 法住寺 (京都府)

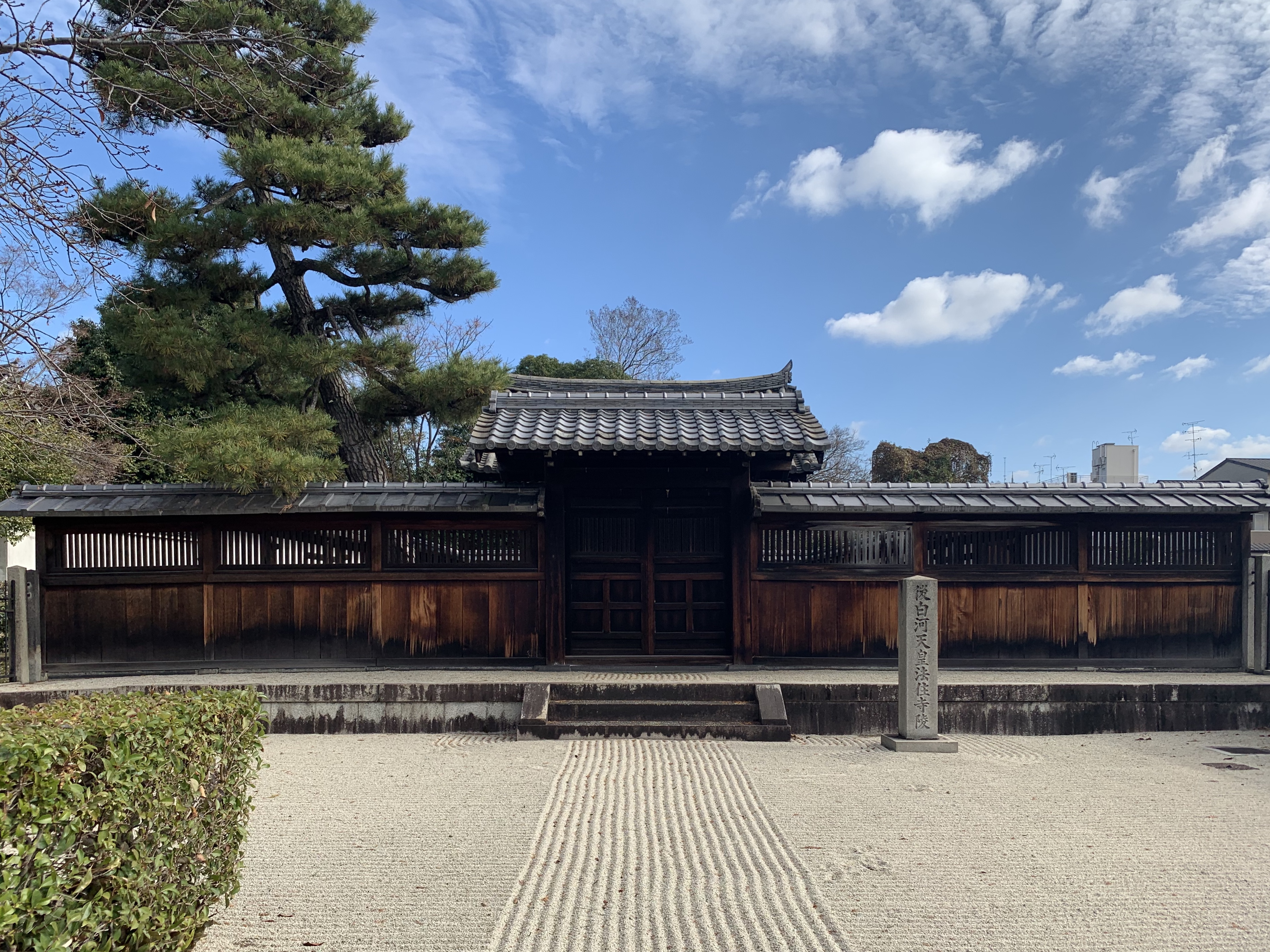
後白河天皇法住寺陵

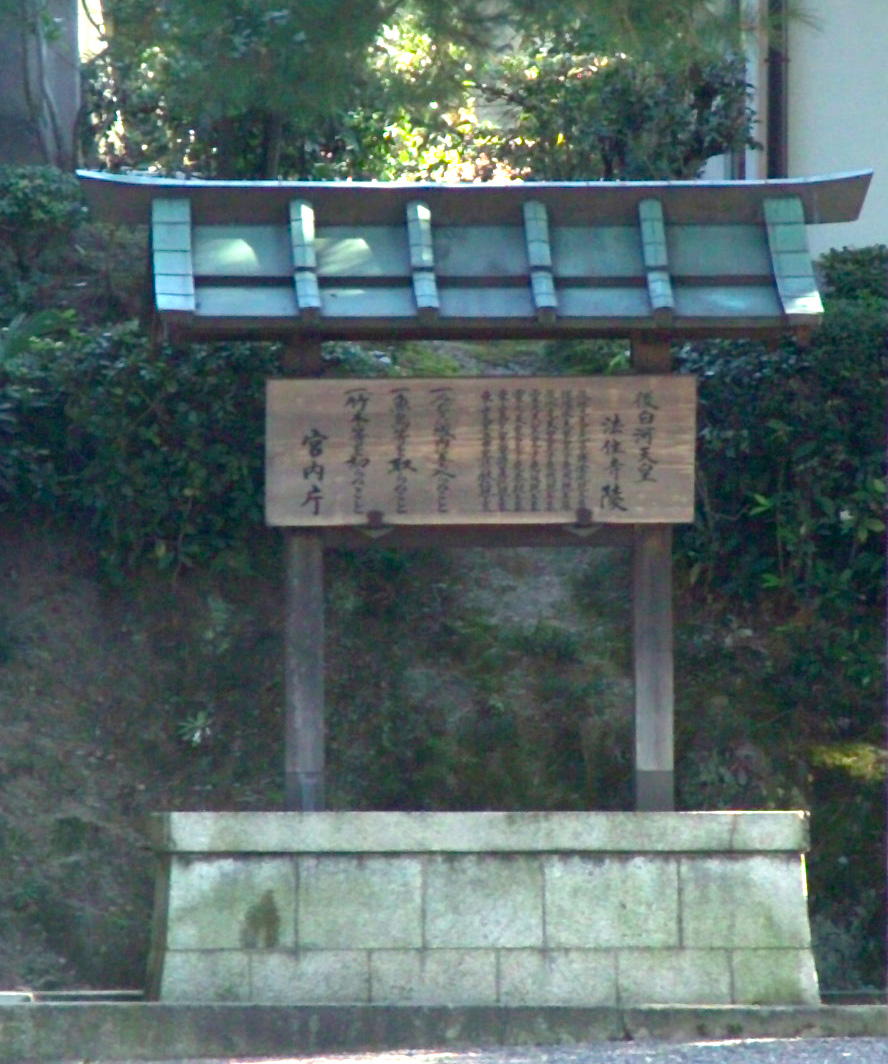
宮內廳的告示牌

法住寺（ほうじゅうじ）是位在日本京都府京都市東山區的天台宗寺院。本尊不動明王、開基（創立者）為藤原為光。院政期以此寺為中心，建造後白河上皇的宮廷「法住寺殿」。壽永2年（1183年），法住寺殿受到木曾義仲的攻擊而焚毀（法住寺合戰）。後白河上皇駕崩後，法住寺在原址重建，上皇被葬在寺內的法華堂，法住寺也成為守護御陵的寺院。明治維新以後，法住寺陵和寺院分離，改由宮內廳管轄。

## 關連項目
- 後白河天皇
- 天皇陵
- 六波羅館